# Katrin Mattscherodt
Katrin Mattscherodt (n. 26 octombrie 1981, Berlin, RDG) este o sportivă germană, medaliată olimpică. A participat la o ediție a Jocurilor Olimpice (2010) în care a câștigat o medalie de aur.

## Participări
Lista de mai jos prezintă principalele competiții la care a participat Katrin Mattscherodt de-a lungul carierei.
- speed skating at the 2010 Winter Olympics – women's team pursuit[*]